# San Salvador
 For alternative betydninger, se San Salvador (flertydig). (Se også artikler, som begynder med San Salvador)
San Salvador er hovedstaden i El Salvador og har 316.090(2007) indbyggere, hvilket gør den til den næststørste by i Mellemamerika. Den bymæssige bebyggelse udgør omkring 1,7 millioner indbyggere (2023). Stor-San Salvador (Area Metropolitana de San Salvador) har omkring 2,4 millioner indbyggere.

## Geografi
San Salvador ligger ved foden af vulkanen af samme navn, og byen har flere gange været udsat for jordskælv.  I 1854, under det hidtil værste jordskælv, blev byen næsten helt ødelagt.  Det seneste jordskælv fandt sted i 2001 og medførte omfattende ødelæggelser; særligt blev forstaden Las Colinas næsten ødelagt af et jordskred.

## Historie
Byens oprindelse kan spores tilbage til tiden før den spanske erobring.  Tæt ved San Salvadors nuværende beliggenhed lå pipil-indianerstammens hovedstad, Cuscatlán.  De var efterkommere af aztekerne i Mexico.  Man kender ikke meget til byen, da den var blevet forladt af indbyggerne for at undgå det spanske herredømme.
Den nuværende by blev grundlagt i 1528 af den spanske conquistador Gonzalo de Alvarado.  I 1824 blev byen hovedstad i den Mellemamerikanske Føderation, som var blevet grundlagt samme år.
Efter den Mellemamerikanske Føderation var gået i opløsning i 1839 og El Salvador var blevet et selvstændigt land, blev San Salvador i 1841 landets hovedstad.